# Синиша Стаменковић
Др Синиша Стаменковић (Лесковац, 28. јануар 1930) је био оснивач и први стоматолог дечије стоматологије у Лесковцу, специјалиста за превентивну и дечију стоматологију

## Биографија
Прим. др Синиша Стаменковић, рођен је 28. јануара 1930. године у радничкој породици у Лесковцу, где је завршио основну школу и гимназију. Даље школовање је наставио у Београду на Стоматолошком факултету који је завршио 1957. године. Специјализацију из ортопедије вилице са превентивном и дечјом стоматологијом завршио је 1972. године. И пре положеног специјалистичког испита, у свом практичном раду, бавио се превентивном и дечјом стоматологијом. Звање примаријус стекао је 1979. године. Као гимназијалац учествовао је (1947) у изградњи пруге Шамац—Сарајево и (1949) аутопута „Братство-Јединство”, а као студент на изградњи хидроцентрале „Власине” (1952). У студентској организацији наставио је своју активност, био руководилац фискултурне секције, а на стручном плану демонстратор из предмета биологија и болести зуба. По регулисању војне обавезе 1958. године, као стипендиста среза Лесковац, распоређен је на рад у зубној амбуланти Школског диспанзера, где је провео цео радни век, са великим успехом и постигнутим резултатима. Пензионисан је 1994. године. Био је први стоматолог у Лесковцу који се определио за искључив рад са децом и омладином. Руководио је службом превентивне и дечје стоматологије, коју је развијао у току 27. година. После тог времена постављен је за саветника Огранка стоматолошке службе Здравственог центра у Лесковцу уз даљи активни рад на радном месту специјалисте за превентивну и дечју стоматологију.
Доласком у службу као млад стоматолог, увео је нова савремена достигнућа, нове садржаје у методологији рада, превенцији зубног каријеса, применом таблета флуора код предшколске деце, а такође и код трудница у сарадњи са Диспанзером за жене. Код школске деце и омладине превенција је вршена локалним премазивањем зуба 2% раствором . Такође је увео активну школско-зубну негу: систематски преглед зуба, систематску обраду зубног каријеса, здарвствено-просветни рад, бројна предавања у школама и родитељима на родитељским састанцима.
Посебно се залагао за школску зубну негу и отварање зубне амбуланте у самој школи. Почело се са покретном зубном амбулантом која је радила у Орашцу и Манојловцу, а затим је отворена прва стална зубна амбуланта у основној школи „Јосиф Костић” у Лесковцу. Касније је дошло до отварања зубних амбуланти у другим основним и средњим школама. У Диспанзеру је дошло до отварања 4 нова радна места, што је укупно 10.

## Научни радови и остала ангажовања
Бавио се научно-истраживачким радом који се претежно односио на епидемиолошку распрострањеност најчешћих обољења деце и омладине у Лесковцу и околини чије резултате је приказао путем стручних радова. Објавио је преко 20 радова. Био је учесник многих Стоматолошких недеља СР Србије, Конгреса стоматолога Југославије, Дана превентивне медицине СР Србије, и других састанака стоматолошког актива СЛД у Лесковцу.
Био је члан Секције за превентивну и дечју стоматологију СЛД, а у једногодишњем мандатном периоду и заменик преседавајућег, односно потпредседник. У три мандатна периода био је члан председништва подружнице СЛД у Лесковцу и њен први председник који је показао огромну активност у акцијама које је организовала Подружница. Активни је члан комисије за примаријат Подружнице СЛД у Лесковцу, члан Уређивачког одбора часописа Подружнице Apollinem Medicum et Aesculapium.

## Награде и признања
За испољену активност у струци и Српском лекарском друштву, чији је члан од 1958. године, добио је многобројна признања:
- Диплому у знак посебног признања за допринос и унапређење стоматологије, од Удружења стоматолога Југославије, Будва 1976.
- Златну плакету за сарадњу на организовању стоматолошке недеље Србије, Стоматолошка секција СЛД, Соко бања септембра 1978.
- Плакету у знак највишег признања за трајан и стваралачки допринос на пољу ширења здравствене културе и унапређење здравства, Подружница Српског лекарског друштва у Лесковцу поводом 40 година од оснивања Подружнице, Лесковац 1987. године.
- Плакету у знак признања за дугогодишњи успешан рад и постигнуте резултате у СЛД, Београд 1993. Повељу у знак признања за трајан и  стваралачки допринос на ширењу здравствене културе и унапређење здравства, Подружница српског лекарског друштва у Лесковцу, поводом 50 година Подружнице, Лесковац, 1. март 1997. године и још друге повеље, плакете и захвалнице.[1]